# Wassili Gawrilowitsch Grabin

Grabstein von Grabin auf dem Nowodewitschi-Friedhof in Moskau

Wassili Gawrilowitsch Grabin (russisch Василий Гаврилович Грабин; * 28. Dezember 1899jul. / 9. Januar 1900greg. in Staronischesteblijewskaja; † 18. April 1980 in Kaliningrad, Oblast Moskau) war ein sowjetischer Chefkonstrukteur der Artillerie. Die Panzerabwehrkanone SiS-2, die Feldkanonen F-22, USW, SiS-3, BS-3 und die Kampfwagenkanonen F-34 und SiS-5 wurden unter seiner Leitung entwickelt.

## Titel und Ehrungen
- Stalinpreis (1941, 1943, 1946, 1950)
- Ingenieur-Generaloberst (1945)
- Held der sozialistischen Arbeit (1940)
- Professor (1951), Doktor der technischen Wissenschaften (1941)
- viermalige Leninorden
- Suworoworden (Erster und Zweiter Klasse)
- Orden der Oktoberrevolution
- zweimalige Rotbannerorden
- Orden des Roten Sterns